# 大村市立萱瀬小学校
大村市立萱瀬小学校（おおむらしりつ かやぜしょうがっこう、Omura City Kayaze Elementary School）は、長崎県大村市宮代町にある公立小学校。略称「萱小」（かやしょう）。

## 概要
歴史
1873年（明治6年）に創立。数回の改称を経て、戦後の1947年（昭和22年）4月の学制改革の際に現校名となった。
校区
荒瀬町、原町、宮代町、田下町、中岳町。中学校区は大村市立萱瀬中学校。
校歌
作詞は西山武治、作曲は陶山聡による。3番まであり、各番の最後に校名の「萱瀬小学校」が登場する。

## 沿革
- 1873年（明治6年）9月[2] -「第五大学区第三中学区萱瀬小学校」が開校。
  - 原郷庄屋敷地に茅葺平屋建て一棟を建築し校舎とする。
- 1881年（明治14年）頃 - 「公立下等萱瀬小学校」に改称。
- 1883年（明治16年）4月1日 - 黒木小学校を統合し、黒木分校とする。
- 1886年（明治19年）4月10日 - 小学校令の施行により、「尋常萱瀬小学校」に改称。修業年限を4年とする。黒木分校が分離し、尋常黒木小学校として独立。
- 後に「萱瀬尋常小学校」に改称。
- 1889年（明治22年）4月 - 町村制の施行により、萱瀬村立の小学校となる。
- 1901年（明治34年）4月 - 高等科（修業年限2年）を併置し、「萱瀬尋常高等小学校」（尋常科4年・高等科2年）とする。
- 1907年（明治40年）4月 - 義務教育期間が4年から6年に延長されたため、高等科が廃止され「萱瀬尋常小学校」（尋常科6年）に改称。
  - 旧・高等科1年が尋常科5年に、旧・高等科2年が尋常科6年に振り替えられる。
- 1908年（明治41年）4月 - 中岳郷に南川内分教場を設置。
- 1913年（大正2年）4月15日 - 田下郷の民家を借用した形で萱瀬高等小学校（修業年限2年）が開校。
- 1914年（大正3年）
  - 5月1日 - 「萱瀬尋常高等小学校」（尋常科6年・高等科2年）が設置される。
    - 萱瀬村内の小学校3校（萱瀬尋常小学校・黒木尋常小学校・萱瀬高等小学校）が統合されたもの。
    - 黒木尋常小学校は黒木分教場（分校）となる。

  - 8月 - 元・萱瀬尋常小学校校舎を宮代郷（現在地）に移築し、3教室を増築。
- 1918年（大正7年）3月 - 萱瀬農業補習学校を併設。
- 1924年（大正13年）5月 - 黒木分教場と南川内分教場がへき地指定を受ける。
- 1935年（昭和10年）6月 - 青年学校令の施行により、併設の農業補習学校が萱瀬青年学校に改称。
- 1941年（昭和16年）4月1日 - 国民学校令の施行により、「萱瀬村国民学校」に改称。尋常科を初等科に改称（初等科6年・高等科2年）。
- 1942年（昭和17年）2月11日 - 大村市の発足により、「大村市萱瀬国民学校」に改称。
- 1947年（昭和22年）4月1日 - 学制改革（六・三制の実施）が行われる。
  - 旧・国民学校の初等科が改組され、「大村市立萱瀬小学校」（現校名）が発足。黒木分教場を黒木分校、南川内分教場を南川内分校とする。
  - 旧・国民学校の高等科と萱瀬青年学校の普通科が改組され、大村市立萱瀬中学校（新制中学校）が発足。小学校校舎の一部を使用。
- 1948年（昭和23年）
  - 8月31日 - 黒木分校が分離し、大村市立黒木小学校として独立。
  - 10月 - 小学校児童数・中学校生徒数の増加により、4教室を増築。
- 1951年（昭和26年）8月 - 田下郷に中学校の新校舎が完成したため、中学校との併設を解消。
- 1954年（昭和29年）- 4教室1棟を新築。
- 1970年（昭和45年）5月 - 鉄筋コンクリート造2階建て校舎が完成。
- 1971年（昭和46年）8月 - プールが完成。
- 1975年（昭和50年）3月 - 体育館が完成。
- 1977年（昭和52年）
  - 3月 - 鉄筋コンクリート造2階建て校舎が完成。
  - 4月 - 給食が新設の東部地区共同調理場で調理されることとなる。
- 1983年（昭和58年）3月31日 - 南川内分校を廃止。
- 1996年（平成8年）9月 - 体育館の大規模改修を実施。
- 1997年（平成9年）10月 - 校舎の大規模改修を実施。トイレを水洗化する。
- 1998年（平成10年）1月 - 教育用コンピューター21台を導入。
- 1999年（平成11年）11月 - 中庭に芝生広場が完成。
- 2006年（平成18年）4月1日 - 市立小中学校で二学期制が導入される。
- 2010年（平成22年）9月 - 太陽光パネルを設置。
- 2011年（平成23年）10月 - 体育館の耐震工事を実施。
- 2012年（平成24年）8月 - 運動場の改修工事を実施。
- 2013年（平成25年）8月 - 大村市内の学校給食共同調理場が統合され、大村市小学校給食センターが新設される。
  - これにより、市立小学校すべての給食が1ヶ所で調理されることとなった。

## アクセス
最寄りの国道・県道
- 国道444号

## 周辺
- 大村市立萱瀬中学校
- 萱瀬郵便局

## 参考資料
- 大村市の教育 平成25年度 (PDF)  - 大村市ウェブサイト
- 「大村市史 下巻」（1961年（昭和36年）2月11日発行、大村市役所）

## 関連事項
- 長崎県小学校一覧